# About Face
About Face är det andra soloalbumet av Pink Floyd-gitarristen David Gilmour, släppt i mars 1984. Albumet är producerat av Bob Ezrin och David Gilmour.

## Låtlista
All sångtext är skriven av David Gilmour förutom "Love on the Air" och "All Lovers Are Deranged", som är skrivna av Pete Townshend, alla låtar är komponerade av David Gilmour.
| 1. | Until We Sleep  | 5:15 |
| 2. | Murder          | 4:59 |
| 3. | Love on the Air | 4:19 |
| 4. | Blue Light      | 4:35 |
| 5. | Out of the Blue | 3:35 |

| 1. | All Lovers Are Deranged | 3:14 |
| 2. | You Know I'm Right      | 5:06 |
| 3. | Cruise                  | 4:40 |
| 4. | Let's Get Metaphysical  | 4:09 |
| 5. | Near the End            | 5:36 |